# Con ayuda del error
Con Ayuda Del Error es un álbum demo o maqueta de la agrupación de reggae chileno Zona Ganjah, es el primer álbum del grupo aunque es pre denominado como maqueta, fue lanzado virtualmente durante el 2005, el álbum fue producido por Jose Gahona en Antofagasta.

## Lista de canciones
| N.º | Título               | Productor (es) | Duración |  |
| 1.  | «Intelecto Perfecto» | Jose Gahona    | 3:38     |  |
| 2.  | «Es Imposible»       | Jose Gahona    | 3:02     |  |
| 3.  | «Medio Ido»          | Jose Gahona    | 4:03     |  |
| 4.  | «Mi Madre»           | Jose Gahona    | 2:17     |  |
| 5.  | «Ganjaman»           | Jose Gahona    | 3:40     |  |
| 6.  | «Antofa»             | Jose Gahona    | 4:00     |  |
| 7.  | «Hasta Reventar»     | Jose Gahona    | 3:01     |  |
| 8.  | «Así es el Mundo»    | Jose Gahona    | 3:32     |  |
| 9.  | «Mi Flow»            | Jose Gahona    | 3:55     |  |